# Myszak
Myszak (Peromyscus) – rodzaj ssaków z podrodziny nowików (Neotominae) w obrębie rodziny chomikowatych (Cricetidae).

## Rozmieszczenie geograficzne
Rodzaj obejmuje gatunki występujące w Ameryce Północnej i Środkowej.

## Morfologia
Długość ciała (bez ogona) 70–165 mm, długość ogona 40–180 mm, długość ucha 10–32 mm, długość tylnej stopy 15–38 mm; masa ciała 13–90 g.

## Systematyka
Rodzaj zdefiniował w 1841 roku niemiecki zoolog Constantin Wilhelm Lambert Gloger w książce swojego autorstwa poświęconej historii naturalnej. Gatunkiem typowym jest (oznaczenie monotypowe) myszak białostopy (P. leucopus).

### Etymologia
- Peromyscus: gr. πηρα pēra ‘torba’; μυσκος muskos ‘myszka’, od zdrobnienia μυς mus, μυος muos ‘mysz’[12].
- Hesperomys: gr. ἑσπερος hesperos ‘zachodni’; μυς mus, μυος muos ‘mysz’[13]. Gatunek typowy: Murray wymienił kilkanaście gatunków – Arvicola nuttalli Harlan, 1832, Hesperomys (Hesperomys) aztecus Saussure, 1860, Hesperomys boylii S.F. Baird, 1855, Hesperomys eremicus S.F. Baird, 1857, Musculus leucopus Rafinesque, 1818, Hesperomys gossypinus Le Conte, 1853, Hesperomys cognatus Le Conte, 1856 (= Hesperomys gossypinus Le Conte, 1853), Hesperomys campestris Le Conte, 1853 (= Musculus leucopus Rafinesque, 1818), Cricetus myoides Gapper, 1830 (= Musculus leucopus Rafinesque, 1818), Hesperomys texana Woodhouse, 1853 (= Musculus leucopus Rafinesque, 1818), Hesperomys austerus S.F. Baird, 1855 (= Hesperomys sonoriensis Le Conte, 1853), Mus Bairdii Hoy & Kennicott, 1857 (= Hesperomys sonoriensis Le Conte, 1853), Hesperomys gambelii S.F. Baird, 1857, Hesperomys michiganensis F.W. True, 1884 (= Hesperomys maniculatus J.A. Wagner, 1845), Hesperomys sonoriensis Le Conte, 1853, Hesperomys (Hesperomys) mexicanus Saussure, 1860, Hesperomys (Hesperomys) fulvescens Saussure, 1860, Hesperomys (Deilemys) toltecus Saussure, 1860 i Hesperomys (Nyctomys) sumichrasti Saussure, 1860 – nie wyznaczając gatunku typowego.
- Sitomys: gr. σιτος sitos ‘ziarno, kukurydza’; μυς mus, μυος muos ‘mysz’[14]. Gatunek typowy (oznaczenie monotypowe): Cricetus myoides Gapper, 1830 (= Mus leucopus Rafinesque, 1818).
- Vesperimus: łac. vesper, vesperis ‘wieczór’ (tj. zachodni); mus, muris ‘mysz’, od gr. μυς mus, μυος muos ‘mysz’[15]. Gatunek typowy: Coues wymiuenił kilka gatunków – Mus (Calomys) aureolus Audubon & Bachman, 1841 (= Arvicola nuttalli Harlan, 1832), Hesperomys (Hesperomys) aztecus Saussure, 1860, Mus californicus Gambel, 1849, Musculus leucopus Rafinesque, 1818, Mus Michiganensis Audubon & Bachman, 1842 (= Musculus leucopus Rafinesque, 1818) i Hesperomys (Vesperimus) melanophrys Coues, 1874 – z których gatunkiem typowym jest Mus leucopus Rafinesque, 1818.
- Trinodontomys: gr. τρι- tri- ‘trzy-’, od τρεις treis, τρια tria ‘trzy’; οδους odous, οδοντος odontos ‘ząb’; μυς mus, μυος muos ‘mysz’[16]. Gatunek typowy (oznaczenie monotypowe): Sitomys insolatus Rhoads, 1894 (= Hesperomys maniculatus J.A. Wagner, 1845).
- Haplomylomys: gr. ἁπλοος haploos ‘prosty’[17]; μυλη mulē „ząb trzonowy”[18]; μυς mus, μυος muos ‘mysz’[19]. Gatunek typowy (oryginalne oznaczenie): Hesperomys eremicus S.F. Baird, 1857.

### Podział systematyczny
Do rodzaju należą następujące występujące współcześnie i wymarłe po 1500 roku gatunki:
| Grafika | Gatunek                  | Autor i rok opisu                                                                             | Nazwa zwyczajowa      | Podgatunki                       | Rozmieszczenie geograficzne | Podstawowe wymiary                                        | Status IUCN |
| ------- | ------------------------ | --------------------------------------------------------------------------------------------- | --------------------- | -------------------------------- | --- | --------------------------------------------------------- | ----------- |
|         | Peromyscus pembertoni    | Burt, 1932                                                                                    | myszak jasnostopy     | gatunek monotypowy               | endemit Meksyku (znany tylko z wyspy San Pedro Nolasco (Zatoka Kalifornijska)) | DC: około 10,6 cm DO: około 10,5 cm MC: brak danych       | EX          |
|         | Peromyscus hooperi       | M.R. Lee & Schmidly, 1977                                                                     | myszak murawowy       | gatunek monotypowy               | endemit Meksyku (od zachodnio-środkowej Coahuily na południe do północno-wschodniego Zacatecas i północnego San Luis Potosí)                                                                         | DC: 8–8,6 cm DO: 9,2–13,2 cm MC: 20–24 g                  | LC          |
|         | Peromyscus crinitus      | (Merriam, 1891)                                                                               | myszak wąwozowy       | 8 podgatunków                    | Stany Zjednoczone (od Oregonu, południowego Idaho i południowo-zachodniego Wyoming) na południe do Meksyku (północna Kalifornia Dolna i północno-zachodnia Sonora)                                   | DC: 7,3–8,5 cm DO: 8,2–11,8 cm MC: 17–24 g                | LC          |
|         | Peromyscus californicus  | (Gambel, 1848)                                                                                | myszak kalifornijski  | 5 podgatunków                    | Stany Zjednoczone (południowo-zachodnia i środkowa Kalifornia) i Meksyk (północno-zachodnia Kalifornia Dolna)                                                                                        | DC: 10,3–12,9 cm DO: 11,7–15,6 cm MC: 33–55 g             | LC          |
|         | Peromyscus merriami      | Mearns, 1896                                                                                  | myszak ubogi          | 2 podgatunki                     | Stany Zjednoczone (południowa Arizona) i Meksyk (zachodnia Sonora i północna Sinaloa) | DC: 8,9–9,7 cm DO: 9,4–12,6 cm MC: 15–20 g                | LC          |
|         | Peromyscus eremicus      | (S.F. Baird, 1857)                                                                            | myszak kaktusowy      | gatunek monotypowy               | południowo-zachodnie Stany Zjednoczone oraz północno-środkowy i północno-zachodni Meksyk (z kilkoma wyspami w Zatoce Kalifornijskiej)                                                                | DC: 7,7–10 cm DO: 8,7–11,8 cm MC: 13–22 g                 | LC          |
|         | Peromyscus eva           | O. Thomas, 1898                                                                               | myszak półwyspowy     | 2 podgatunki                     | endemit Meksyku (skrajnie południowa Kalifornia Dolna i Kalifornia Dolna Południowa (wraz z wyspą Isla del Carmen)                                                                                   | DC: 8,4–9 cm DO: 10–12,8 cm MC: 13–20 g                   | LC          |
|         | Peromyscus avius         | Osgood, 1909                                                                                  |                       | gatunek monotypowy               | endemit Meksyku (znany tylko z miejsca typowego na wyspie Isla Cerralvo, Kalifornia Dolna) | DC: 8,6–9,3 cm DO: 10–11,6 cm MC: brak danych             | NE          |
|         | Peromyscus fraterculus   | (G.S. Miller, 1892)                                                                           | myszak graniczny      | 2 podgatunki                     | Stany Zjednoczone (południowo-zachodnia Kalifornia) i Meksyk (północna i środkowy Półwysep Kalifornijski wraz z wyspami Coronado)                                                                    | DC: 7,7–10 cm DO: 9,2–11,8 cm MC: 13–18 g                 | LC          |
|         | Peromyscus caniceps      | Burt, 1932                                                                                    | myszak szarogłowy     | gatunek monotypowy               | endemit Meksyku (wyspa Montserrat (Kalfornia Dolna Południowa)) | DC: 8–9,6 cm DO: 10–12,4 cm MC: 13–25 g                   | CR          |
|         | Peromyscus dickeyi       | Burt, 1932                                                                                    | myszak tortugański    | gatunek monotypowy               | endemit Meksyku (wyspa Tortuga (Kalfornia Dolna Południowa)) | DC: 9,6–10,3 cm DO: 9–10 cm MC: 23–25 g                   | CR          |
|         | Peromyscus guardia       | Townsend, 1912                                                                                | myszak zatokowy       | 3 podgatunki (w tym 2 wymarłe)   | endemit Meksyku (Isla Ángel de la Guarda i pobliska wyspa Isla Estanque (Kalifornia Dolna)) | DC: 9,6–10 cm DO: 9,3–12,3 cm MC: brak danych             | CR          |
|         | Peromyscus gossypinus    | (Le Conte, 1853)                                                                              | myszak bawełniany     | 7 podgatunków                    | endemit Stanów Zjednoczonych (południowo-wschodnia Wirginia na południe do Florydy, na zachód do Teksasu i Oklahomy, na północ do Missouri, Illinois i Kentucky)                                     | DC: 7,1–11,6 cm DO: 5,5–9,7 cm MC: 17–46 g                | LC          |
|         | Peromyscus leucopus      | (Rafinesque, 1818)                                                                            | myszak białostopy     | 17 podgatunków                   | południowo-środkowa i południowo-wschodnia Kanada, środkowa i wschodnia część Stanów Zjednoczonych (oprócz południowo-wschodnich równin przybrzeżnych i Florydy) na południe do południowego Meksyku | DC: 8,5–10,5 cm DO: 4,5–10 cm MC: 20–23 g                 | LC          |
|         | Peromyscus sejugis       | Burt, 1932                                                                                    | myszak stokowy        | gatunek monotypowy               | endemit Meksyku (Isla Santa Cruz i pobliska Isla San Diego (Kalifornia Dolna Południowa)) | DC: 9,5–10,3 cm DO: 6,5–9,4 cm MC: 14–25 g                | EN          |
|         | Peromyscus gambelii      | (S.F. Baird, 1857)                                                                            |                       | gatunek monotypowy               | południowo-zachodnie Stany Zjednoczone (środkowa i południowa Kalifornia, Nevada i południowo-zachodnia Arizona) na południe do Meksyku (Półwysep Kalifornijski)                                     | DC: brak danych DO: brak danych MC: około 20 g            | NE          |
|         | Peromyscus keeni         | (Rhoads, 1894)                                                                                | myszak alaskański     | 18 podgatunków                   | od południowej Alaski i południowo-zachodniego Jukonu przez zachodnią Kanadę (włączni z wyspami przybrzeżnymi) do zachodniego Waszyngtonu (Stany Zjednoczone)                                        | DC: 7–13,7 cm DO: 7–12,6 cm MC: 15–52 g                   | LC          |
|         | Peromyscus maniculatus   | (J.A. Wagner, 1845)                                                                           | myszak leśny          | gatunek monotypowy               | wschodnia Kanada (Manitoba na wschód do Nowej Fundlandii) i wschodnie Stany Zjednoczone (na południe do Tennessee i Karoliny Północnej)                                                              | DC: 7,5–9,9 cm DO: 4,6–12,3 cm MC: 17–28 g                | LC          |
|         | Peromyscus purepechus    | Léon-Tapia, Fernández, Rico, Cervantes, & Espinosa de los Monteros, 2020                      |                       | gatunek monotypowy               | endemit Meksyku (okolice Nahuatzen (Michoacán)) | DC: 9,3–11,4 cm DO: 5,9–8 cm MC: brak danych              | NE          |
|         | Peromyscus labecula      | D.G. Elliot, 1903                                                                             |                       | gatunek monotypowy               | południowo-centralne Stany Zjednoczone (południowy Nowy Meksyk i zachodni Teksas) na południe do Oaxaca (Meksyk)                                                                                     | DC: 7,5–9,9 cm DO: 4,6–12,3 cm MC: 17–28 g                | NE          |
|         | Peromyscus sonoriensis   | (Le Conte, 1853)                                                                              |                       | gatunek monotypowy               | od Jukonu (Kanada) na południe przez zachodnie Stany Zjednoczone (na wschód do rzeki Missisipi) do północnej Sonory (Meksyk)                                                                         | DC: 7,5–9,9 cm DO: 4,6–12,3 cm MC: 17–28 g                | NE          |
|         | Peromyscus polionotus    | (J.A. Wagner, 1843)                                                                           | myszak plażowy        | 16 podgatunków (w tym 1 wymarły) | endemit Stanów Zjednoczonych (wschodnia część Missisipi, Alabama, Georgia, południowa Karolina Południowa oraz większość półwyspu Floryda)                                                           | DC: 8,2–9,3 cm DO: 4–6 cm MC: brak danych                 | LC          |
|         | Peromyscus melanotis     | J.A. Allen & F.M. Chapman, 1897                                                               | myszak czarnouchy     | gatunek monotypowy               | Stany Zjednoczone (południowo-wschodnia Arizona) i Meksyk (Sierra Madre Zachodnia i Wschodnia oraz Wyżyna Meksykańska do Puebla)                                                                     | DC: 9,1–10,2 cm DO: 4,9–7,5 cm MC: 17–28 g                | LC          |
|         | Peromyscus melanurus     | Osgood, 1909                                                                                  | myszak czarnoogonowy  | gatunek monotypowy               | endemit Meksyku (Sierra Madre Południowa (Oaxaca)) | DC: 11,1–13,3 cm DO: 12,7–14,5 cm MC: 40–60 g             | EN          |
|         | Peromyscus megalops      | Merriam, 1898                                                                                 | myszak brązowy        | 2 podgatunki                     | endemit Meksyku (wąski pas od południowego Meksyku, środkowego i wschodniego Guerrero i Oaxaci) | DC: 11,2–14,1 cm DO: 11,6–15,1 cm MC: 30–50 g             | LC          |
|         | Peromyscus melanocarpus  | Osgood, 1904                                                                                  | myszak nadgarstkowy   | gatunek monotypowy               | endemit Meksyku (góra Zempoaltépec i góry Sierra Juárez (północno-środkowa Oaxaca)) | DC: 10–13 cm DO: 10–13,3 cm MC: około 59 g                | EN          |
|         | Peromyscus slevini       | Mailliard, 1924                                                                               | myszak kataliński     | gatunek monotypowy               | endemit Meksyku (wyspa Santa Catalina w Parku Narodowym Bahía de Loreto) | DC: 10,5–11,3 cm DO: 9,7–10,9 cm MC: brak danych          | CR          |
|         | Peromyscus perfulvus     | Osgood, 1945                                                                                  | myszak śniady         | gatunek monotypowy               | endemit Meksyku (środkowy i południowy Michoacán oraz zachodnie Guerrero) | DC: 9,2–12,5 cm DO: 12,5–13,8 cm MC: 25–40 g              | LC          |
|         | Peromyscus chrysopus     | Hooper, 1955                                                                                  |                       | gatunek monotypowy               | endemit Meksyku (przybrzeżne Jalisco, Colima i skrajnie południowo-zachodni Michoacán) | DC: 7,4–13,6 cm DO: 11–13,4 cm MC: brak danych            | NE          |
|         | Peromyscus melanophrys   | (Coues, 1874)                                                                                 | myszak czarnowąsy     | gatunek monotypowy               | endemit Meksyku (Morelos, Guerrero, Puebla i Oaxaca) | DC: 7,3–12 cm DO: 11,2–17,2 cm MC: 26–58 g                | LC          |
|         | Peromyscus leucurus      | (O. Thomas, 1894)                                                                             |                       | gatunek monotypowy               | endemit Meksyku (dorzecza w Morelos, Puebla, Oaxaca i Chiapas) | DC: 7,3–12 cm DO: 11,2–17,2 cm MC: 26–58 g                | NE          |
|         | Peromyscus micropus      | R.H. Baker, 1952                                                                              |                       | gatunek monotypowy               | endemit Meksyku (Durango, Nayarit, Jalisco, Zacatecas i Aguascalientes) | DC: 7,3–12 cm DO: 11,2–17,2 cm MC: 26–58 g                | NE          |
|         | Peromyscus zamorae       | Osgood, 1904                                                                                  |                       | gatunek monotypowy               | endemit Meksyku (południowy skraj pustyni Chihuahua i Wyżyny Meksykańskiej na południe do Meksyku i Hidalgo)                                                                                         | DC: 7,3–12 cm DO: 11,2–17,2 cm MC: 26–58 g                | NE          |
|         | Peromyscus mekisturus    | Merriam, 1898                                                                                 | myszak pustelniczy    | gatunek monotypowy               | endemit Meksyku (znany z Chalchicomuly i Tehuacán (południowo-wschodnie Puebla)) | DC: 8,7–9,4 cm DO: 13,5–15,5 cm MC: 25–58 g               | CR          |
|         | Peromyscus mayensis      | Carleton & Huckaby, 1975                                                                      | myszak malajski       | gatunek monotypowy               | endemit Gwatemali (znany z Santa Eulalia (Huehuetenango) | DC: 10,7–12,5 cm DO: 10,2–12 cm MC: brak danych           | CR          |
|         | Peromyscus stirtoni      | Dickey, 1928                                                                                  | myszak honduraski     | gatunek monotypowy               | niziny pacyficzne w południowo-wschodniej Gwatemali, Salwadore, południowym Hondurasie i północno-zachodniej Nikaragui                                                                               | DC: 9,3–11 cm DO: 6,5–10,8 cm MC: 28–31 g                 | LC          |
|         | Peromyscus yucatanicus   | J.A. Allen & F.M. Chapman, 1897                                                               | myszak jukatański     | 2 podgatunki                     | Meksyk (Jukatan, Campeche i Quintana Roo) i północna Gwatemala | DC: 9,7–10,2 cm DO: 8,4–11,7 cm MC: 15–18 g               | LC          |
|         | Peromyscus tropicalis    | G.G. Goodwin, 1932                                                                            |                       | gatunek monotypowy               | endemit Gwatemali (niskie wysokości w górach na zboaczach strony Morza Karaibskiego) | brak danych                                               | NE          |
|         | Peromyscus nudipes       | (J.A. Allen, 1891)                                                                            |                       | gatunek monotypowy               | Cordillera de Talamanca (południowa Kostaryka i północno-zachodnia Panama) | DC: 11,1–13,7 cm DO: 10,3–14 cm MC: brak danych           | NE          |
|         | Peromyscus mexicanus     | (Saussure, 1860)                                                                              | myszak meksykański    | gatunek monotypowy               | endemit Meksyku (przybrzeżnej równiny Zatoki Meksykańskiej w Veracruz) | DC: 10,8–13,7 cm DO: 10,5–14 cm MC: 29–50 g               | LC          |
|         | Peromyscus totontepecus  | Merriam, 1898                                                                                 |                       | gatunek monotypowy               | endemit Meksyku (wyżyny Oaxaci i wschodnia Puebla) | DC: około 11,9 cm DO: około 12,9 cm MC: brak danych       | NE          |
|         | Peromyscus angelensis    | Osgood, 1904                                                                                  |                       | gatunek monotypowy               | endemit Meksyku (Sierra Madre Południowa na wyżynach pacyficznych, od Guerrero do Oaxaci) | DC: około 11 cm cm DO: około 11,8–12,5 cm MC: brak danych | NE          |
|         | Peromyscus gymnotis      | O. Thomas, 1894                                                                               | myszak nagouchy       | gatunek monotypowy               | Meksyk (skrajnie południowo-wschodnie Chiapas), południowa Gwatemala, południowy Salwador, południowy Honduras i zachodnia Nikaragua                                                                 | DC: 11,2–13,3 cm DO: 9–11 cm MC: 31–50 g                  | LC          |
|         | Peromyscus zarhynchus    | Merriam, 1898                                                                                 | myszak drzewny        | gatunek monotypowy               | endemit Meksyku (lasy w środkowym Chiapas) | DC: 14,6–14,9 cm DO: 15,7–17,8 cm MC: 45–90 g             | VU          |
|         | Peromyscus gardneri      | Lorenzo, Álvarez-Castañeda, Pérez-Consuegra & Patton, 2016                                    |                       | gatunek monotypowy               | endemit Gwatemali (wzdłuż północnego zbocza Sierra de los Cuchumatanes) | DC: 14,5–14,7 cm DO: 12,9–18 cm MC: brak danych           | NE          |
|         | Peromyscus nicaraguae    | J.A. Allen, 1908                                                                              |                       | gatunek monotypowy               | tropikalne lasy liściaste w Hondurasie i Nikaragui | brak danych                                               | NE          |
|         | Peromyscus salvadorensis | Dickey, 1928                                                                                  |                       | gatunek monotypowy               | tropikalne lasy liściaste w Gwatemali, Salwadorze i południwoym Hondurasie | brak danych                                               | NE          |
|         | Peromyscus guatemalensis | Merriam, 1898                                                                                 | myszak gwatemalski    | gatunek monotypowy               | Meksyk (Sierra Madre w południowo-wschodnim Chiapas) i południowo-zachodnia Gwatemala | DC: 13–13,7 cm DO: 12,2–15,3 cm MC: 40–68 g               | LC          |
|         | Peromyscus bakeri        | Álvarez-Castañeda, Lorenzo, Segura-Trujillo & Pérez-Consuegra, 2019                           |                       | gatunek monotypowy               | endemit Gwatemaly (znany tylko z Fuentes Georginas (Quetzaltenango)) | brak danych                                               | NE          |
|         | Peromyscus carolpattonae | Álvarez-Castañeda, Lorenzo, Segura-Trujillo & Pérez-Consuegra, 2019                           |                       | gatunek monotypowy               | Meksyk (Sierra Madre w południowym Chiapas) i południowo-zachodnia Gwatemala (zachodnie Central America Volcanic Arc)                                                                                | brak danych                                               | NE          |
|         | Peromyscus grandis       | G.G. Goodwin, 1932                                                                            | myszak duży           | gatunek monotypowy               | endemit Gwatemali (pomiędzy Tucurú a Purulhá oraz Sierra de las Minas) | DC: 13,2–16,5 cm DO: 14,2–16 cm MC: brak danych           | NT          |
|         | Peromyscus furvus        | J.A. Allen & F.M. Chapman, 1897                                                               | myszak czarnawy       | gatunek monotypowy               | endemit Meksyku (wschodnie zbocza Sierra Madre Zachodniej od Hidalgo na południe do północnej Oaxaci)                                                                                                | DC: 11,5–13,8 cm DO: 11,4–16,2 cm MC: 40–60 g             | DD          |
|         | Peromyscus latirostris   | Dalquest, 1950                                                                                |                       | gatunek monotypowy               | endemit Meksyku (południowo-wdchodni San Luis Potosí i północno-wschodnie Querétaro) | brak danych                                               | NE          |
|         | Peromyscus sagax         | D.G. Elliot, 1903                                                                             | myszak skromny        | gatunek monotypowy               | endemit Meksyku (północno-zachodni Michoacán (Los Reyes)) | DC: 9,2–10,1 cm DO: 9,8–10,9 cm MC: 22–36 g               | DD          |
|         | Peromyscus madrensis     | Merriam, 1898                                                                                 | myszak pacyficzny     | gatunek monotypowy               | endemit Meksyku (Islas Marías (Maria Madre, Maria Cleotas i San Juarito) u wybrzeży Nayarit) | DC: 10,4–12 cm DO: 9,9–13 cm MC: brak danych              | EN          |
|         | Peromyscus stephani      | Townsend, 1912                                                                                | myszak pustynny       | gatunek monotypowy               | endemit Meksyku (Isla San Esteban, Zatoka Kalifornijska) | DC: 8,3–9,5 cm DO: 10–12,4 cm MC: 16–25 g                 | CR          |
|         | Peromyscus simulus       | Osgood, 1904                                                                                  | myszak nizinny        | gatunek monotypowy               | endemit Meksyku (przybrzeżne obszary w południowej Sinaloi i Nayarit) | DC: około 10,1 cm DO: 9–10,6 cm MC: 22–36 g               | VU          |
|         | Peromyscus boylii        | (S.F. Baird, 1855)                                                                            | myszak zaroślowy      | 4 podgatunków                    | zachodnie Stany Zjednoczone (na południe od północnej Kalifornii) do środkowego Meksyku (Querétaro; również Isla San Pedro Nolasco)                                                                  | DC: 8,6–9,5 cm DO: 8,9–11,5 cm MC: 19–30 g                | LC          |
|         | Peromyscus schmidlyi     | R.D. Bradley, D.S. Carroll, Haynie, Muñiz Martínez, M.J. Hamilton & Kilpatrick, 2004          | myszak białopalcy     | gatunek monotypowy               | endemit Meksyku (Sierra Madre Zachodnia we wschodniej Sonorze do wschodniej Sinaloi; prawdopodobnie północno-wschodni Nayarit)                                                                       | DC: 9,8–11,9 cm DO: 8,3–10,1 cm MC: 19–30 g               | LC          |
|         | Peromyscus levipes       | Merriam, 1898                                                                                 | myszak zwinny         | 2 podgatunki                     | endemit Meksyku (od skrajnie południowej Coahuili i południowego Tamaulipas na południe do północnego Puebla i środkowego Morelos)                                                                   | DC: 8,9–10,5 cm DO: 9,1–11,5 cm MC: 17–24 g               | LC          |
|         | Peromyscus ensinki       | R.D. Bradley, Ordóñez-Garza, Thompson, Wright, Ceballos, Kilpatrick & Schmidly, 2021          |                       | gatunek monotypowy               | endemit Meksyku (las sosnowo-dębowy w pobliżu Zinapécuaro (północno-wschodni Michoacán)) | DC: około 10,9 cm DO: około 10,8 cm MC: brak danych       | NE          |
|         | Peromyscus greenbaumi    | R.D. Bradley, Ordóñez-Garza, Thompson, Wright, Ceballos, Kilpatrick & Schmidly, 2021          |                       | gatunek monotypowy               | ednemit Meksyku (zachodnie Michoacán (Sierra de Coalcomán) na północ do wzdłuż granicy Colima-Jalisco)                                                                                               | DC: około 10,4 cm DO: około 10,3 cm MC: brak danych       | NE          |
|         | Peromyscus carletoni     | R.D. Bradley, Ordóñez-Garza, Sotero-Caio, Huynh, Kilpatrick, Iñiguez-Dávalos & Schmidly, 2014 |                       | gatunek monotypowy               | wschodni Meksyk (Sierra Madre Zachodnia we wschodnio-środkowym Nayarit; prawdopodobnie zachoenie Zacatecas)                                                                                          | DC: 8,8–10,1 cm DO: 8,7–11,4 cm MC: brak danych           | NE          |
|         | Peromyscus kilpatricki   | R.D. Bradley, Ordóñez-Garza, Ceballos, Rogers & Schmidly, 2019                                |                       | gatunek monotypowy               | endemit Meksyku (Sierra Madre Południowa od środkowego Michoacán na wschód do Morelos; prawdopodobnie stan Meksyk)                                                                                   | DC: 8,5–10,2 cm DO: 8,5–11,4 cm MC: 24–38 g               | NE          |
|         | Peromyscus beatae        | O. Thomas, 1903                                                                               | myszak orizabański    | 2 podgatunki                     | Meksyk (południowo-wschodnie Hidalgo, północne Puabla, środkowe Veracruz, Guerrero, Oaxaca i Chiapas), Gwatemala, zachodni Honduras i Salwador                                                       | DC: 8,8–11,8 cm DO: 9–13,2 cm MC: około 26 g              | LC          |
|         | Peromyscus spicilegus    | J.A. Allen, 1897                                                                              | myszak skrzętny       | gatunek monotypowy               | endemit Meksyku (południowo-wschodnia Sinaloa i południowo-zachodnia Chihuahua na południe wzdłuż Sierra Madre Zachodniej do zachodniego Michoacán)                                                  | DC: około 10,3 cm DO: około 10 cm MC: 22–36 g             | LC          |
|         | Peromyscus winkelmanni   | Carleton, 1977                                                                                | myszak epifityczny    | gatunek monotypowy               | endemit Meksyku (południowo-zachodni Michoacán (Sierra Coalcomán) i Guerrero (Sierra Madre del Sur))                                                                                                 | DC: 11,3–12,5 cm DO: 11,7–14 cm MC: 44–55 g               | EN          |
|         | Peromyscus cordillerae   | Dickey, 1928                                                                                  |                       | 2 podgatunki                     | od wschodniej Oaxaci (Meksyk) na południowy wschód do zachodniego Hondurasu i wschodniego Salwadoru                                                                                                  | DC: 11,1–13,5 cm DO: 10,2–13,5 cm MC: brak danych         | NE          |
|         | Peromyscus hylocetes     | Merriam, 1898                                                                                 | myszak płowy          | gatunek monotypowy               | endemit Meksyku (pas wulkaniczny od północnej Colimy i południowo-zachodniego Jalisco na wschód do dystryktu federalnego i Morelos                                                                   | DC: 10,1–12,1 cm DO: 10,2–11,7 cm MC: 22–36 g             | LC          |
|         | Peromyscus aztecus       | (Saussure, 1860)                                                                              | myszak aztecki        | gatunek monotypowy               | endemit Meksyku (Sierra Madre Zachodnia we wschodnim Hidalgo, wschodnim Peubla i zachodnio-środkowym Veracruz)                                                                                       | DC: 10,1–11,7 cm DO: 10,2–12,1 cm MC: 32–45 g             | LC          |
|         | Peromyscus laceianus     | V.O. Bailey, 1906                                                                             |                       | gatunek monotypowy               | endemit Stanów Zjednoczonych (skrajnie południowo-środkowa Oklahoma, skrajnie południowo-wschodni Nowy Meksyk i Teksas)                                                                              | DC: 8,6–9,7 cm DO: 8,9–10,9 cm MC: 16–22 g                | NE          |
|         | Peromyscus pectoralis    | Osgood, 1904                                                                                  | myszak wyżynny        | 2 podgatunki                     | endemit Meksyku (od północno-środkowej Chichuahui i północnej Coahuili na południe do Jalisco, Guanajuato i Hidalgo)                                                                                 | DC: 9,4–9,9 cm DO: 8,1–12,7 cm MC: 15–19 g                | LC          |
|         | Peromyscus collinus      | Hooper, 1952                                                                                  |                       | gatunek monotypowy               | endemit Meksyku (od północno-środkowogo Tamaulipas na południe do wschodniego Hidalgo) | brak danych                                               | NE          |
|         | Peromyscus gratus        | Merriam, 1898                                                                                 | myszak lawowy         | 4 podgatunki                     | Stany Zjednoczone (południowo-zachodni Nowy Meskyk) i Meksyk (od południowo-wschoidniej Coahuili i północno-zachodniej Chihuahui do Oaxaci)                                                          | DC: 9,5–10,8 cm DO: 7,6–12,3 cm MC: 20–33 g               | LC          |
|         | Peromyscus ochraventer   | R.H. Baker, 1951                                                                              | myszak ochrowobrzuchy | gatunek monotypowy               | endemit Meksyku (na wschód od Sierra Madre Wschiodniej w południowym Tamaulipas i północno-wschodnim San Luis Potosí)                                                                                | DC: 9,6–12,2 cm DO: 10,3–12,9 cm MC: 24–40 g              | EN          |
|         | Peromyscus polius        | Osgood, 1904                                                                                  | myszak kreolski       | gatunek monotypowy               | endemit Meksyku (zachodnio-środkowa Chihuahua) | DC: 9,9–11,4 cm DO: 11,1–12 cm MC: 22–36 g                | NT          |
|         | Peromyscus truei         | (Shufeldt, 1885)                                                                              | myszak piniowy        | 11 podgatunków                   | zachodnie i środkowe Stany Zjednoczone (na południe z Oregonu, na wschód do zachodniej Oklahomy) i północno-zachodni Meksyk (północny i południowy czubek Kalifornii Dolnej Południowej)             | DC: 9,4–10,4 cm DO: 10,1–12,7 cm MC: 15–35 g              | LC          |
|         | Peromyscus attwateri     | J.A. Allen, 1895                                                                              | myszak teksański      | gatunek monotypowy               | endemit Stanów Zjednoczonych (od południowo-wschodniego Kansas i południowo-zachodniej Missouri do południowo-środkowego Teksasu)                                                                    | DC: 9,1–10,6 cm DO: 9,6–11,2 cm MC: brak danych           | LC          |
|         | Peromyscus nasutus       | (J.A. Allen, 1891)                                                                            | myszak podgórski      | 3 podgatunki                     | południowo-środkowe Stany Zjednoczone (od północno-środkowego Kolorado i południowego Utah) i północny Meksyk (północna Chihuahua i Coahuila)                                                        | DC: 9,9–10,7 cm DO: 12,1–13,4 cm MC: 25–35 g              | LC          |
|         | Peromyscus difficilis    | (J.A. Allen, 1891)                                                                            | myszak skalny         | 2 podgatunki                     | endemit Meksyku (Sierra Madre Zachodnia (na południe do Guanajuato) i północna Sierra Madre Wschodnia (na południe do północnego San Luis Potosí))                                                   | DC: 10–11,2 cm DO: 11,2–13,8 cm MC: 28–43 g               | LC          |
|         | Peromyscus amplus        | Osgood, 1904                                                                                  |                       | 2 podgatunki                     | endemit Meksyku (północna i wschodnia Dolina Meksyku (Hidalgo, Querétaro, zachodnie Veracruz, północny Meksyk, Puebla i północno-zachodnia Oaxaca))                                                  | DC: 10,7–11,5 cm DO: 12,2–14,5 cm MC: 24–32 g             | NE          |
|         | Peromyscus felipensis    | Merriam, 1898                                                                                 |                       | gatunek monotypowy               | endemit Meksyku (rozdrobniony zasięg w górach Doliny Meksyku i środkowej Oaxaci) | DC: 10,7–11,6 cm DO: 11,8–13,2 cm MC: brak danych         | NE          |
|         | Peromyscus bullatus      | Osgood, 1904                                                                                  | myszak jałowcowy      | gatunek monotypowy               | endemit Meksyku (znany z kilku stanowisk w skrajnie wschodniej Puebli i zachodnio-środkowego Veracruz)                                                                                               | DC: 8,8–10,4 cm DO: 8,7–11,9 cm MC: 20–36 g               | CR          |

Kategorie IUCN:  LC  – gatunek najmniejszej troski,  NT  – gatunek bliski zagrożenia,  VU  – gatunek narażony,  EN  – gatunek zagrożony,  CR  – gatunek krytycznie zagrożony,  EX  – gatunek wymarły,  DD  – gatunki o nieokreślonym stopniu zagrożenia;  NE  – gatunki niepoddane jeszcze ocenie.
Opisano również gatunki wymarłe w czasach prehistorycznych:
- Peromyscus anyapahensis J.A. White, 1966[26] (Stany Zjednoczone; plejstocen)
- Peromyscus baumgartneri Hibbard, 1954[27] (Stany Zjednoczone; pliocen)
- Peromyscus berendsensis Starrett, 1956[28] (Stany Zjednoczone; plejstocen)
- Peromyscus cochrani Hibbard, 1955[29] (Stany Zjednoczone; plejstocen)
- Peromyscus complexus Albright, 1999[30] (Stany Zjednoczone; plejstocen)
- Peromyscus cragini Hibbard, 1944[31] (Stany Zjednoczone; plejstocen)
- Peromyscus cumberlandensis Guilday & Handley, 1967[32] (Stany Zjednoczone; plejstocen)
- Peromyscus hagermanensis Hibbard, 1962[33] (Stany Zjednoczone; plejstocen)
- Peromyscus irvingtonensis Savage, 1951[34] (Stany Zjednoczone; plejstocen)
- Peromyscus kansasensis Hibbard, 1941[35] (Stany Zjednoczone; pliocen)
- Peromyscus maldonadoi Álvarez Solórzano, 1967[36] (Meksyk; plejstocen)
- Peromyscus maximus Albright, 1999[37] (Stany Zjednoczone; plejstocen)
- Peromyscus nesodytes R.W. Wilson, 1936[38] (Stany Zjednoczone; plejstocen)
- Peromyscus nosher Gustafson, 1978[39] (Stany Zjednoczone; pliocen)
- Peromyscus progressus Hibbard, 1960[40] (Stany Zjednoczone; plejstocen)
- Peromyscus sarmocophinus Ruez, 2001[41] (Stany Zjednoczone; pliocen)